# Holly e Benji: La grande sfida mondiale: Jr World Cup!
Holly e Benji: La grande sfida mondiale: Jr World Cup! (キャプテン翼 世界大決戦!! Jr.ワールドカップ?, Kyaputen Tsubasa: Sekai daisakusen!! Jr. Wārudo Kappu, lett. "Captain Tsubasa: La grande sfida mondiale Jr World Cup!!") è un film d'animazione del 1986 diretto da Tatsuya Okamoto.
Si tratta del quarto film del manga e anime Holly e Benji (Capitan Tsubasa). In Giappone uscì il 12 luglio 1986. In Italia venne diviso in due episodi (Campioni del mondo (prima parte) e Campioni del mondo (seconda parte)) trasmessi su Italia 1, Italia Teen Television e Italia 2. Fu in seguito riproposto in DVD da Yamato Video nel 2007 con titolo e durata fedele all'originale.
Nella suddivisione in episodi effettuata da Mediaset, la prima parte del film in cui si vede la partita con gli Stati Uniti, fu accorpata ad una puntata del terzo film, nell'episodio intitolato In ritiro con la nazionale.

## Trama
Viene organizzato un mondiale di calcio a cui partecipano quattro squadre: Giappone, Stati Uniti, Europa e Sud America. In semifinale il Giappone sconfigge gli USA per 3-0 e si qualifica alla finale dove affronterà il Sud America che aveva precedentemente sconfitto nell'altra semifinale l'Europa per 3-2. La finale è molto difficile da vincere dato che il Sud America è molto forte e ha tanti fuoriclasse (Santana, Diaz, Victorino) ma comunque grazie al suo gioco di squadra e alle tecniche di Holly e Mark Lenders il Giappone riesce a vincere la finale per 2-1. Holly ha vinto i mondiali: il suo sogno si è finalmente realizzato. Alla fine dell'incontro Holly e Roberto (allenatore del sud America) si ritrovano dopo tre anni.
| Semifinale 1º Turno | Giappone                | 3 – 0 | USA |  |
| Semifinale 1º Turno | Tsubasa Hyuga Matsuyama |       |     |  |

| Semifinale 2º Turno | Europa             | 2 – 3 | Sud America       |  |
| Semifinale 2º Turno | Schneider Le Blanc |       | Diaz Victorino(2) |  |

| Finale | Giappone   | 2 – 1 | Sud America |  |
| Finale | Tsubasa(2) |       | Santana     |  |